# Up Patriots to Arms
Up Patriots to Arms è una canzone di Franco Battiato pubblicata nel 1980 nell'album Patriots.

## Storia, testo e significato
Dopo la prima metà degli anni settanta, Battiato si era dedicato alla musica sperimentale, producendo degli album di musica elettronica e d'avanguardia come Fetus e Pollution. Nella seconda metà del decennio Battiato si riavvicinò alla musica leggera. Intanto si interessa agli scritti e alle idee esoteriche di René Guénon e verso la fine del decennio pubblica L'era del cinghiale bianco. L'album Patriots è caratterizzato dal sincretismo estetico, dal collage, dalla miscelazione: tutti elementi caratterizzanti del postmodernismo. Grazie agli arrangiamenti magistrali, il sarcasmo delle frasi  «Up patriots to arms!», arruolatevi per dar la vita alla patria e l'ironico «Engagez-vous!», impegnatevi come veri intellettuali, passavano quasi inosservati. 

## Il brano musicale e il testo
Il brano comincia con un parlato in lingua araba (la cui traduzione dovrebbe essere: Ogni giorno guardiamo le cose insignificanti, guardo tutto e tutto il mondo che vive di speranza, e non vivo...) che, dopo alcuni secondi, s'interseca in un crescendo con un frammento tratto dall’ouverture del Tannhäuser di Richard Wagner.

## Altre versioni dell'autore
Battiato aveva anche inciso delle versioni in inglese e spagnolo della canzone, uscite originariamente su Echoes of Sufi Dances ed Ecos de Danzas Sufi.